# Acacia guinetii
Acacia guinetii är en ärtväxtart. Acacia guinetii ingår i släktet akacior, och familjen ärtväxter. Utöver nominatformen finns också underarten A. g. bracteolata.